# Ren Long
Ren Long (chinesisch 任龙, Pinyin Rén Lóng; * 21. Dezember 1988) ist ein chinesischer Skilangläufer und Biathlet.
Ren begann seine Karriere als Skilangläufer. Erste internationale Rennen bestritt er 2004 und 2005 in China im Rahmen des Far East Cups. 2006 startete er in Pragelato Plan bei den Olympischen Spielen von Turin. Im Verfolgungsrennen belegte er den 62., im 50-Kilometer-Rennen den 63. Rang. Sein einziges Skilanglauf-Weltcup-Rennen bestritt Long im März 2006 in Changchun. Im Sprint belegte er Platz 41 und qualifizierte sich damit nicht für die Finalrennen. Anschließend wechselte er von den Langläufern zu den Biathleten.
Ren debütierte 2006 in Obertilliach im Rahmen von Biathlon-Europacup-Rennen auf internationaler Ebene im Biathlon. Als 16. im Sprint gewann er auf Anhieb erste Europacup-Punkte. Anschließend debütierte er in Hochfilzen mit der Staffel (Rang 12) im Biathlon-Weltcup. Seitdem tritt er international fast ausschließlich auf dieser höchsten Ebene an. Erster Karrierehöhepunkt wurden die Biathlon-Weltmeisterschaften 2007 von Antholz, wo Long 82. im Einzel und 17. mit der Staffel wurde. Auch in der Saison 2007/08 trat der Chinese in fast allen Rennen des Weltcups an. Bei den Biathlon-Weltmeisterschaften 2008 von Östersund konnte er die Platzierungen 77 im Einzel, 88 im Sprint und 16 mit der Staffel belegen. Doch erst bei der finalen Weltcupstation der Saison am Holmenkollen in Oslo gewann Ren als 26. des Sprintwettbewerbes erstmals Weltcuppunkte. Dennoch wurde Ren für das folgende Jahr nicht mehr im Nationalkader berücksichtigt und startete erst wieder 2010 im Weltcup.

## Platzierungen im Biathlon-Weltcup
Die Tabelle zeigt alle Platzierungen (je nach Austragungsjahr einschließlich Olympische Spiele und Weltmeisterschaften).
- 1.–3. Platz: Anzahl der Podiumsplatzierungen
- Top 10: Anzahl der Platzierungen unter den ersten zehn (einschließlich Podium)
- Punkteränge: Anzahl der Platzierungen innerhalb der Punkteränge (einschließlich Podium und Top 10)
- Starts: Anzahl gelaufener Rennen in der jeweiligen Disziplin
- Staffel: inklusive Mixed- und Single-Mixed-Staffeln

| Platzierung         | Einzel | Sprint | Verfolgung | Massenstart | Staffel | Gesamt |
| ------------------- | ------ | ------ | ---------- | ----------- | ------- | ------ |
| 1. Platz            |        |        |            |             |         |        |
| 2. Platz            |        |        |            |             |         |        |
| 3. Platz            |        |        |            |             |         |        |
| Top 10              |        |        |            |             |         |        |
| Punkteränge         |        | 2      | 1          |             | 29      | 32     |
| Starts              | 13     | 29     | 4          |             | 29      | 75     |
| Stand: Karriereende |        |        |            |             |         |        |